# پایانه اتوبوس فینچ
ترمینال اتوبوس فینچ (انگلیسی: Finch Bus Terminal) در خدمت شهرستان یورک (کانادا)، انتاریو، کانادا و ایجاد اتصال خدمات حمل و نقل در شهر تورنتو است. ترمینال اتوبوس فینچ در خیابان یانگ ۵۶۹۷ در گوشه شمال شرقی خیابان بیشاپ و خیابان یانگ، یک بلوک در شمال خیابان فینچ، متصل از طریق تونل به ایستگاه فینچ واقع شده‌است.